# برادری حقیقت روسیه

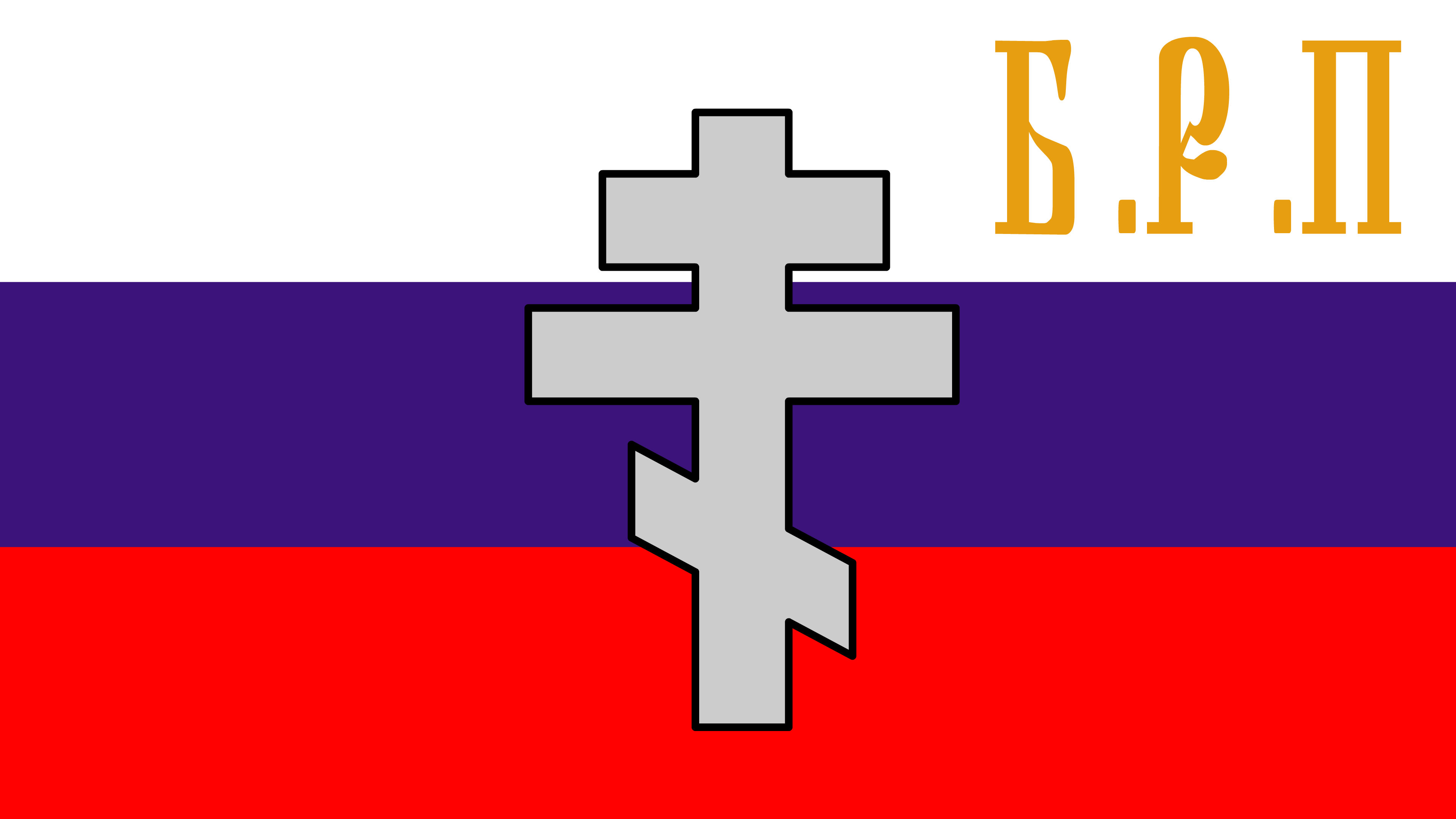
پرچم BRP

برادری حقیقت روسی (به روسی: Братство Русской Правды) یک سازمان ملی‌گرای ضدانقلاب روسی بود که در سال ۱۹۲۱ توسط پیوتر کراسنوف و دیگر اعضای سابق جنبش سفید، از جمله شاهزاده آناتول فون لیون، برای سرنگونی بلشویسم در روسیه شوروی تأسیس شد. اصطلاح «حقیقت روسی» واژه‌ای است که برای توصیف قوانین روسی که توسط شاهزاده اعظم قرون وسطی روسیه، یاروسلاو اول حکیم ایجاد شده است، استفاده می‌شود. برنامه سیاسی سازمان ضد کمونیسم با احساسات مسیحی سلطنت طلب و ارتدوکس بود.
روش اصلی مبارزه برای سازمان، ایجاد شبکه زیرزمینی ضد انقلابیون در داخل روسیه شوروی بود. سازمان مأمورانی را برای عبور غیرقانونی از مرزهای شوروی فرستاد، همان‌طور که اتحادیه همه نظامی روسیه و NTS انجام دادند. متأسفانه برای سازمان، عواملی که برای خط داخلی کار می‌کردند، فعالیت‌های آنها را مختل کردند و تلفات قابل توجهی به بار آوردند.
این سازمان پس از کشته شدن رئیس آن آفینوژن آرگونوف در سال ۱۹۳۲ توسط یک عامل GPU فعالیت خود را متوقف کرد.